# 여명의 자리야
여명의 자리야(Zarya of the Dawn)는 크리스 카시타노바(Kris Kashtanova)가 쓰고 Midjourney를 사용하여 삽화를 그린 짧은 만화책이다. 모든 그림을 인공지능을 사용하여 그렸기 때문에, 저작권 분쟁을 초래했다.

## 구성
Zarya는 기억이 없는 버려진 뉴욕 시에서 깨어났다. 주머니에서 Rusty라는 이름의 사람의 엽서가 떨어져, 자신의 이름과 집 주소를 기억해냈다. 집으로 돌아와 새 옷을 얻은 후 Zarya는 "세계 간의 비서"인 Raya를 만났다. 그는 Zarya에게 2023년의 정신 건강 위기가 거의 모든 지구 상의 생명이 파괴되는 결과를 불러왔다고 말했다. 그 후, Raya는 Zarya를 수용의 세계, Zatura World로 데려간다. 그곳에서 Zarya는 신비한 여인을 만나 그들의 감정을 받아들이는 법을 배웠다. 그들이 뉴욕 센트럴 파크로 돌아왔을 때, 그곳은 온실로 뒤덮인 상태였다. Zarya는 "수용은 놓아주는 것의 첫 단계"라고 말한다.

## 저작권 분쟁
2022년 9월 Kashtanova는 삽화가 이미지 생성 인공지능 Midjourney를 사용하여 만들어졌다는 사실을 공개하지 않은 채로 미국 저작권청(USCO)에 만화의 저작권 보호를 신청했다. 처음, 만화는 저작권 보호를 받았지만 USCO는 인공지능으로 만들어졌다는 사실을 발견한 후 작품 보호를 취소하기 위한 절차에 들어갔다. 작품의 저작권 보호는 2023년 2월에 취소되었다. USCO는 인간이 만든 저작물만 보호 받을 수 있다고 설명했다. 따라서 이미지 자체는 인공지능이 만들었기 때문에 저작권으로 보호되지 않지만 이미지의 배열과 책의 텍스트 및 스토리는 Kashtanova의 창작물이므로 보호된다고 설명했다.

## 둘러보기
- 인공지능과 저작권
- 인공 지능 예술
- 앨리스와 스파클

## 같이 보기
- 인공지능 예술